# Vicente Lull Santiago
Vicente Lull Santiago (La Plata, Argentina, 1949) és un arqueòleg i prehistoriador.

## Biografia
Catedràtic de Prehistòria a la Universitat Autònoma de Barcelona des del 1993, amb Rafael Micó, Robert Risch i Cristina Rihuete forma part del Grup d'Investigació Arqueològica Mediterrània, que té l'objectiu de reconstruir la dinàmica social, econòmica i ecològica de les societats prehistòriques en aquest espai geogràfic. El seu treball de recerca s'ha centrat en la prehistòria del sud-est de la península ibèrica i de les illes Balears entre el IV i el I mil·lenni aC. També han ocupat un lloc important en els seus treballs la reflexió i anàlisi sobre la teoria de l'arqueologia.
Ha duit a terme moltes excavacions i programes sistemàtics d'anàlisi de materials. Entre els jaciments investigats es poden esmentar l'assentament talaiòtic de Son Fornés (Mallorca), les coves pretalaiòtiques des Càrritx, es Mussol i es Forat de ses Aritges (Menorca), la nau funerària de ses Arenes de Baix (Menorca) i els assentaments argàrics de Gata i Fuente Álamo (Cuevas de Almanzora) i de La Bastida, Tira del Lienzo i La Almoloya (Múrcia).

## Obra
Entre les seves publicacions destaquen: La “cultura” de El Argar. Un modelo para el estudio de las formaciones sociales prehistóricas (1983), Arqueología de Europa, 2250-1200 aC. Una introducción a la edad del bronce (1992, en col·laboració), Cronología de la Prehistoria Reciente de la Península Ibérica y Baleares (c. 2800-900 cal ANE) (1996, en col·laboració), "Ideología y sociedad en la prehistoria de Menorca. La Cova des Càrritx y la Cova des Mussol (1999, en col·laboració) i "Proyecto Gatas 2. La dinámica arqueoecológica de la ocupación prehistórica" (1999, en col·laboració).